# Турнир (фильм, 1928)
«Турнир», также «Турнир в городе» (фр. Le Tournoi dans la cité; Le Tournoi) — французский немой исторический фильм-драма режиссёра Жана Ренуара, снятый в 1928 году и вышедший в прокат в 1929 году. Является предпоследним немым фильмом классика мирового кино. Был снят летом и осенью 1928 года по заказу Общества исторических фильмов и по случаю празднования двухтысячелетнего юбилея города Каркассон, на фоне его исторических памятников и с целью их популяризации. Торжество позволило заснять массовые костюмированные сцены и, в частности, турнир. На съёмках режиссёр использовал некоторые изобретения и панхроматическую чёрно-белую плёнку. Действие происходит в период Религиозных войн во Франции, насыщено поединками и историческими деталями. Его сюжет строится вокруг любовного треугольника, разрешившегося гибелью одного из соперников. Достоверности происходящему и поединкам придало участие кавалеристов «Кадр нуар» из военной академии верховой езды École Nationale d'Équitation, а также главного исполнителя — Альдо Нади, итальянского фехтовальщика и трёхкратного олимпийского чемпиона.
В конце 1928 года фильм был показан при бельгийском королевском дворе, а с начала февраля 1929 года демонстрировался в парижском кинотеатре «Мариво». Там, несмотря на некоторый успех у публики, он не вызвал особого интереса. Долгое время «Турнир» считался утраченным, пока в 1970-е годы одна из копий не была обнаружена и восстановлена. Среди достоинств «Турнира» критики отмечали стремление к реализму и психологической глубине. Его не относят к выдающимся французским фильмам немого кино в жанре исторической драмы, в частности, критикуя за отсутствие индивидуальной режиссёрской манеры Ренуара.

## Над фильмом работали
Актёрский состав:
| Альдо Нади                                     | Франсуа де Бейн             |
| Жаки Монье                                     | Изабель Жинори              |
| Энрике Риверо                                  | Анри де Рожье               |
| Бланш Берни                                    | Екатерина Медичи            |
| Сюзанн Депре                                   | графиня де Бейн             |
| Манюэль Рааби                                  | граф Жинори                 |
| Жерар Мок                                      | король Карл IX              |
| Вивиан Кларенс                                 | Лукреция Пацци, флорентийка |
| Макс Дальбан                                   | капитан стражи              |
| Уильям Аге                                     | обер-шталмейстер            |
| члены кавалерийской школы Cadre noir de Saumur |                             |

Съёмочная группа:
| Роль                | Имя                                                          |
| ------------------- | ------------------------------------------------------------ |
| Режиссёр            | Жан Ренуар                                                   |
| Производство        | Société des Films Historiques                                |
| Авторы сценария     | Анри Дюпюи-Мазюэль, Андре Егер-Шмидт, Жан Ренуар (адаптация) |
| Операторы           | Марсель Люсьен, Морис Дефасьё, Жозеф-Луи Мюндвиллер          |
| Монтажёр            | Андре Серф                                                   |
| Художник            | Робер Малле-Стевенс                                          |
| Ассистент режиссёра | Андре Серф                                                   |
| Костюмер            | Жорж Барбье                                                  |
| Директоры фильма    | М. де Маруссем, Франсуа Ариспуру                             |
| Прокат              | Жан де Мерли, Фернан Вейль                                   |

## Сюжет
Каркассон, 1565 год. Действие фильма происходит на юге Франции в эпоху сотрясавших её Религиозных войн (1562—1598). В древний окситанский город приезжают вдовствующая королева Екатерина Медичи и её сын — король Карл IX. Целью визита является попытка снизить накал страстей между противоборствующими религиозными и дворянскими группировками. По поводу приезда королевских особ и их свиты, и в частности в честь Екатерины Медичи, устраивается турнир — вопреки королевскому эдикту, запрещающему подобного рода поединки. Это было вызвано тем, что в 1559 году от смертельного ранения на рыцарском турнире умер король Генрих II — муж Екатерины и отец Карла IX. Местная гугенотская знать представлена графиней де Бейн, потерявшей в ходе религиозных распрей мужа и двух сыновей. Её единственный оставшийся в живых сын Франсуа де Бейн — мужественный, но имеющий многочисленные пороки и недостатки юноша, влюблён в Изабель Жинори. Её отца он вызвал на дуэль, тем самым нарушив королевский запрет, и жестоко убил.
Другим препятствием является то, что Изабель тайно помолвлена с благородным дворянином-католиком Анри де Рожье. Несмотря на эту связь, королева по политическим соображениям — «в качестве залога мира с протестантами» — способствует и благословляет брак Изабель и Франсуа, который полон решимости отстаивать свои права. Он устраивает в своём замке обручение в флорентийском стиле. В самый разгар празднества появляется Анри де Рожье, чтобы спасти Изабель от этого брака. В результате выяснения отношений между противниками завязывается схватка, в ходе которой Франсуа ранит Анри в левую руку. Но в этот момент вмешиваются гвардейцы во главе с обер-шталмейстером, которые отводят соперников к королеве, которая приказывает отложить дело до завтрашнего турнира — и таким образом решить исход противостояния посредством судебного поединка, т. н. «суда Божьего». В результате исход их разногласий должно решить единоборство сторон, а победитель будет провозглашён выигравшим спор.
Франсуа возвращается в свой замок, где находит Изабель, но девушка убегает от него в апартаменты графини де Бейн, которая оказывает ей помощь и берёт под свою защиту. На следующий день в ходе рыцарского состязания происходит поединок Франсуа и Анри, но из-за раненой руки де Рожье не имеет возможности вести бой на равных. В одном из единоборств ломаются шпаги, после чего соперники бьются на мечах, в ходе чего Рожье держится уже более уверенно. Между тем любовница Франсуа де Бейна, флорентийка Лукреция Пацци, в порыве ревности донесла властям, что это именно он убил графа. Жинори и солдаты пытаются арестовать обвиняемого прямо на ристалище, при этом он яростно оказывает сопротивление. Однако силы явно неравны, и Франсуа в конце концов получает смертельный удар мечом в незащищённое место. Он остаётся лежать в одиночестве на поле боя, куда является его мать. Он умирает у неё на руках и перед смертью просит простить за свои прегрешения. После его смерти возлюбленные могут наконец счастливо жить вместе.

## Создание

### Предыстория
После понесённых крупных убытков в результате неудачного проката фильма «Нана» (1926), Жан Ренуар был вынужден отказаться от самостоятельного финансирования своих работ, как это он делал ранее, и стал снимать картины на сторонних продюсеров. Режиссёр невысоко ставил эти коммерческие «заказные работы», но отмечал, что они, не принеся ему славу и уважение, позволили решить финансовые проблемы, развивать мастерство и обдумывать более соответствующие ему по духу творческие замыслы. После «Нана» он снял «фантастический этюд» в духе картин Жоржа Мельеса — «Чарльстон», мелодраму «Маркитта», «солдатский водевиль» «Лодырь», экранизировал рождественскую сказку Ханса Христиана Андерсена «Девочка со спичками».

### Создание
До съёмок фильма «Лодырь» Ренуар заключил контракт с Société des Films Historiques на два проекта, сценаристом и продюсером которых должен был стать писатель и драматург Анри Дюпюи-Мазюэль. Ранее по его роману «Чудо волков» (1924) и написанному им сценарию режиссёром Раймоном Бернаром под стенами Каркассона была снята одноимённая историческая киноэпопея о времени царствования Людовика XI, пользовавшаяся большим успехом у зрителей, в том числе и международным. Первоначально Дюпюи-Мазюэль хотел передать права на экранизацию романов «Турнир» и «Блед» также Бернару, а 3 августа 1927 года с последним даже был заключён контракт. Однако через два месяца соглашение было разорвано, что было вызвано тем, что Общество исторических фильмов решило повременить с реализацией проекта. 23 апреля 1928 года режиссёр заключил контракт на экранизацию «Бледа», но и от создания фильма по этой книге он также отказался. В итоге эти два романа последовательно экранизировал Ренуар. Кроме автора литературной основы, их сближает также то, что оба поставлены к юбилеям: «Турнир» к двухтысячелетию Каркассона, а «Блед» — к столетию французского завоевания Алжира. Эти работы стали последними немыми фильмами классика французского кино.
Над сценарием работали автор романа Дюпюи-Мазюэль и драматург Андре Егер-Шмидт; также участие в адаптации по своему обыкновению принимал и Ренуар. Позже сценарий критиковался по причине некоторых исторических несоответствий, по сравнению с тем, что имело место во время реального визита (12—26 января) Карла IX и Екатерины Медичи в Каркассон в 1565 году во время Grand tour de France Карла IX. Ренуар занимался также художественным оформлением картины вместе с декоратором Робером Малле-Стивенсом, а также при участии Жозефа-Луи Мюндвиллера. Ранее он привлёк внимание режиссёра своей работой над фильмом «Костёр пылающий».
Создатели фильма воспользовались при съёмках счастливо предоставленной возможностью использовать городское празднество в своих целях. Мероприятия были организованы с 15 по 29 июля 1928 года в пользу Общей кассы пенсионеров французской прессы. После торжественного открытия в программе значился «турнир XVI века, устроенный для жителей города королевой Екатериной Медичи, прибывшей в сопровождении молодого короля Карла IX и принца Наваррского». Во вторник, 17 июля, актриса Комеди Франсез Мари Белл возглавила «суд любви», а в пятницу, 20 июля, прошла общая репетиция турнира. На следующий день, перед приездом президента Третьей республики Гастона Думерга, было организовано «благословение копий и оружия» и сам турнир. Режиссёр использовал съёмочный процесс для проведения ряда экспериментов и внедрения изобретений. Так, к ним можно отнести съёмку на панхроматическую чёрно-белую плёнку, передвижную платформу на колёсиках. Последнее было сделано для придания большей мобильности камере и позволило снимать на двух уровнях: сцену вокруг праздничного стола, а затем над зрителями.
Техническим консультантом был полковник Вемер, представляющий знаменитую кавалерийскую школу «Кадр нуар» из военной академии верховой езды École Nationale d'Équitation в Сомюре. Кроме того, в фильме снялись члены этой группы. На главную роль был выбран Альдо Нади — итальянский фехтовальщик и трёхкратный олимпийский чемпион в этой дисциплине. Как и Ренуар, он проходил службу во время Первой мировой войны, причём в кавалерии, что пригодилось для роли. Его участие придало достоверности показанному турниру и особенно единоборствам. В 1935 году Альдо иммигрировал в США, где снимался и был тренером по фехтованию в голливудских фильмах. Там он продолжал поддерживать отношения с Ренуаром. По мнению Андре Базена, реконструкция эпохи передана его создателями не в маскарадной манере, и в ней чувствуется серьёзное изучение истории (в частности, об этом свидетельствуют костюмы), а поставленные дуэли и турнир в техническом отношении получились превосходными.

## Приём и последующие события
Предпремьерный показ «Турнира» прошёл в рождественские праздники 1928 года при бельгийском королевском дворе, где, по выражению рецензента из Le Figaro (2 января 1929 года), сам «король Альбер подал знак к аплодисментам». 4 февраля 1929 года фильм вышел в прокат в парижском кинотеатре «Мариво» на Елисейских полях. За несколько недель до этого в прессе его анонсировали как одно из «главных светских и художественных событий зимы» (Le Figaro). Считается, что видимо он получил некоторый успех у публики и неплохие кассовые сборы, но всё-таки «не вызвал восторга» у зрителей. В июле 1929 года в швейцарском издании Close-Up была опубликована статья Жана Леноэра, где указывалось, что после того как продюсеры фильм перемонтировали, Ренуар заявил, что не желает больше иметь к нему никакого отношения. В автобиографической статье 1938 года режиссёр отмечал, что среди фильмов своего немого периода он может выделить только «Нана», «Маленькую продавщицу спичек» и «Лодыря».
Позже Ренуар вспоминал, что во время Великой депрессии и с появлением звукового кино он с трудом мог найти финансирование на свои проекты из-за репутации высокозатратного режиссёра полученной за два года до этого при съёмках фильма «Турнир», где, по распространённому мнению, он превысил бюджет. В частности, это препятствовало выделению необходимых средств для его первой полнометражной звуковой картины «Сука». О «Турнире» в своих воспоминаниях «Моя жизнь и мои фильмы» (1974) он отзывался следующим образом:
В этом фильме я использовал пышные декорации, роскошные туалеты, целую кавалерийскую школу из Сомюра, сотни лошадей, — короче говоря, всю ту роскошь, которую считали несовместимой со звуковым кино. Уже и без этой роскоши озвученные съёмки велись слишком медленно. Однако в кино, как и в любой промышленности, именно затраченное время больше всего обременяет бюджет.
Долгое время «Турнир» считался утраченным, и критики не могли оценить его художественные особенности, а сам создатель говорил, что в таком случае «потеря не велика». После пожара, случившего во Французской синематеке в 1959 году, от фильма осталось всего тридцать минут. В 1970-е годы была найдена полная копия ленты, которая впоследствии была восстановлена Архивной службой кино Буа-д’Арси.

## Критика
По характеристике теоретика кино Андре Базена, фильм показался ему несколько скучноватым, что он скорее относил к недостаткам жанра, а не постановки, которая ему представляется скорее «удачной». В стилистическом отношении фильм выделяется стремлением к реализму и психологической глубине, весьма редко встречающимся в этом жанре. К числу несомненных удач относится передача противоречивого и двойственного характера Франсуа де Бейна: «Эта смесь порока, коварства и дворянских доблестей образует очень интересный сплав, и под конец, когда Франсуа умирает, мы на его стороне». Кроме того, наиболее отчётливо тенденция к реализму проявляется в многочисленных деталях, передающих насилие и жестокость, характерные людям той эпохи, к числу которых Базен относит следующие сцены и кадры: «дуэль, окровавленный клинок, который вытирают о волосы Лукреции, эротика и смерть».
Историк кино Жорж Садуль называл картину исторической реконструкцией и относил её наряду с фильмами «Маркитта» (1927) и «Колонии» («Блед») к переходному периоду режиссёра, перед наступлением эры звукового кино. По его мнению, эти фильмы могут расцениваться как примечательные лишь с технической точки зрения: «они, безусловно, не интересовали Ренуара, который считал, что основное — это человек, и придавал второстепенное значение декорациям». Киновед Жак Брюниус писал, что во второй половине 1920-х годов Ренуар стал считаться у знатоков подающим надежды режиссёром. В фильмах «Турнир» и «Блед» им была предпринята попытка, правда «без особого успеха», достичь коммерческого успеха («попасть в самое чрево Маммоны»), но тем самым он «смог лишь разочаровать тех, кто верил в него». Его коллега Пьер Лепроон объяснял создание «Турнира» и «Колоний» стремлением Ренуара утвердиться в профессии, снять фильмы, ориентированные на коммерческий успех. Первый он назвал «псевдоисторическим», а второй — «условно-экзотическим». Оба они потерпели провал у публики, так как их создатель «слишком искренен» для коммерческого кино, не владеет «требуемой ловкостью, допускает много просчётов». Английский режиссёр Пол Рота охарактеризовал фильм «костюмированным романом в лучшей французской исторической манере» и отмечал его «скрупулёзную» точность. По мнению киноведа Кристофа Дамура (Christophe Damour) режиссёр, похоже, намеревался создать «исторический документальный фильм», пытаясь в точных деталях реконструировать ход рыцарского турнира XVI века. Он был очень дотошен в деталях, словно сожалея о том, что со времён эпохи Возрождения их не сохранилось. Также критики находили в работе Ренуара визуальное влияние картин живописной манеры старых фламандских мастеров.
Советский киновед И. И. Лищинский охарактеризовал «Турнир» как «импозантную костюмную историческую мелодраму, действие которой происходит в эпоху религиозных войн во Франции». Он особо выделял «гвоздь» фильма, его «главную приманку» — сцену поединка с участием Нади, который «виртуозно сражался со шпагой в правой руке и дагой — в левой». Биограф режиссёра Паскаль Мерижо писал, что после того как фильм был обнаружен и отреставрирован, слова Ренуара о том, что его утрата не является большой потерей «частично подтвердились». В исторической драме он проявил изобретательность, которой от него не требовалось: «Фильм сделан неплохо, и смотреть его довольно приятно, но по нему было бы сложно судить о тематике и манере Ренуара». О характерной для него стилистике могут свидетельствовать смешение жанров и образы некоторых героев, отмеченные психологизмом. Однако, не представляется возможным определить в какой степени это от постановщика зависело, а также смог бы зритель понять, кто был режиссёром, если бы не узнал это из титров. «Возможно, он запомнил бы жест героя, вытирающего клинок, которым только что пронзил соперника, волосами своей возлюбленной», — отмечал Мерижо. По его оценке, несмотря на некоторые удачи, эта работа не стала событием французского немого кино как исторические драмы «Чудо волков» Бернара и «Чудесная жизнь Жанны д’Арк» (La merveilleuse vie de Jeanne d’Arc; 1927) Марко де Гастина.